# 弗拉斯特姆山
弗拉斯特姆山（英語：Mount Frustum），是南極洲的山峰，位於維多利亞地的彭內爾海岸，處於法齊奧山和斯卡拉布峰之間的托賓山南部，海拔高度3,100米，現時由南極條約體系管理。